# Muse (edificio)
Muse es un rascacielos residencial situado en Sunny Isles Beach, Florida. El edificio alberga 47 pisos con 68 condominios y fue desarrollado por Property Markets Group y S2 Development. Se trata de un edificio alto y estrecho diseñado por Carlos Ott. Es el único edificio que alcanza la altura máxima permitida de Sunny Isles Beach (197,8 metros). Completado en 2018, es el edificio más alto de Sunny Isles Beach y el más alto de Florida fuera de Miami.